# Hutchins (Teksas)
Hutchins je grad u američkoj saveznoj državi Teksas. Prema popisu stanovništva iz 2010. u njemu je živjelo 5.338 stanovnika.